# تيشيوي زيكوبو
تيشيوي زيكوبو (بالإنجليزية: Thishiwe Ziqubu)‏ (مواليد 8 أغسطس 1985)، هي مُمثلة ومُخرجة وكاتبة سيناريو جنوب أفريقية.

## روابط خارجية
تيشيوي زيكوبو على موقع IMDb (الإنجليزية)
- تيشيوي زيكوبو على موقع ألو سيني (الفرنسية)
- تيشيوي زيكوبو على موقع قاعدة بيانات الفيلم (الإنجليزية)
- تيشيوي زيكوبو على موقع كينوبويسك (الروسية)